# Biológiatörténet

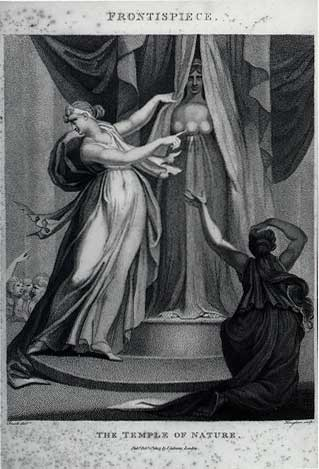
Erasmus Darwin evolúciós-témájú költeményének, a The Temple of Nature-nek (A természet temploma) a borítóján az látható, hogy egy istennő lehúzza a fátylat a természetről (amit Artemisz személyesít meg). Az allegória és metafora gyakran fontos szerepet játszott a biológia történetében.

A biológia története az élővilág tanulmányozásának történetét követi végig az ókortól napjainkig. Bár a biológia csak a 19. században fejlődött önálló tudományággá, a biológiai tudományok a korábbi orvostudományi és természetrajzi hagyományokból alakultak ki, melyek egészen az ókori görög Galenusig és Arisztotelészig vezethetők vissza. A reneszánsz korában és a korai újkorban a biológiai gondolkodásmódot forradalmasította az újonnan felélénkülő érdeklődés az empirizmus iránt és számos új faj felfedezése. A mozgalom élén járt Andreas Vesalius és William Harvey, akik élettani kutatásaikban kísérleti módszereket alkalmaztak és gondos megfigyeléseket tettek; valamint Carl von Linné és Buffon gróf természettudósok, akik megkezdték az élő és fosszilis szervezetek tudományos osztályozását és az organizmusok fejlődésének és viselkedésének tanulmányozását.
A mikroszkópia felfedezése a mikroorganizmusok korábban ismeretlen világa felé nyitott kaput és lefektette a sejtelmélet alapjait. A természeti teológia növekvő fontossága – részben a mechanikai filozófiára válaszként – elősegítette a természetrajz fejlődését (bár segítette a teológiai érvelés berögzülését is)
A 18-19. század folyamán a biológiai tudományok (növény és állattan) egyre elismertebb tudományterületté váltak. Lavoisier és más természettudósok megindították azt a folyamatot, melynek során az élő és élettelen világ egyre közelebb került egymáshoz a közös fizikai és kémiai törvények miatt. Alexander von Humboldt és más kutató természettudósok kutatni kezdték a szervezetek és környezetük közötti kölcsönhatásokat és azt, hogy ezek hogyan függenek a földrajzi adottságoktól – ezzel lefektették a biogeográfia (természetföldrajz), ökológia és etológia tudományának alapjait. A természetkutatók már egyre kevésbé fogadták el az esszencializmust és fontosabbnak találták a kihalást és a fajok mutabilitását. A sejtelmélet új perspektívába helyezte az élet alapjait. Ezek a fejlődések, valamint az embriológiai és paleontológiai ismeretek bővülése vezetett el ahhoz, hogy Charles Darwin felállította az evolúció és a természetes kiválasztódás elméletét. A 19. század végére a spontán képződés eszméje elbukott és felváltotta a betegségek csíraelmélete, bár a biológiai öröklődés mikéntje egyelőre ismeretlen maradt.
A 20. század elején Gregor Mendel életművének ismertté válásával a genetika gyors fejlődésnek indult – Thomas Hunt Morgannek és tanítványainak köszönhetően – és az 1930-as évekre a populációgenetika és a természetes kiválasztódás kombinációjával kialakult az új-Darwinizmus eszméje. Egyre újabb tudományágak indultak fejlődésnek, különösen miután James D. Watson és Francis Crick megfejtették a DNS szerkezetét. A központi dogma (Central Dogma) felállítása és a genetikai kód feltörése után a biológiai tudomány kettévált a szervezeti szintű biológia  – az a terület, amely teljes élő szervezetekkel és ezek csoportjaival foglalkozik – és a sejt- és molekuláris biológia területeire. A 20. század végére a genomika és proteomika előretörésével a két nagy terület újra közeledni kezdett egymáshoz, mivel a szervezet-biológusok molekuláris technikákat kezdtek használni; a molekuláris és sejtbiológusok pedig vizsgálni kezdték a gének és a környezet kölcsönhatásait, valamint a szervezetek természeti populációinak genetikáját.

## A biológia szó etimológiája
A biológia szóban az ógörög βίος (bios – „élet”) és a '-lógia' utótag kapcsolódik egymáshoz, („tudomány, tudás, tanulás”) amely a görög λεγειν ('legein' – „választ, gyűjt”) igéből származó, (λόγος, 'logos' – „szó”) főnév képzős alakja. A biológia szót mai értelmében három független tudós vezette be a köztudatba: Karl Friedrich Burdach (1800-ban), Gottfried Reinhold Treviranus (Biologie oder Philosophie der lebenden Natur, 1802) és Jean-Baptiste Lamarck (Hydrogéologie, 1802). A szó első előfordulását azonban Carl von Linné (Linnaeus) 1736-ban megjelent Bibliotheca Botanica című művében találjuk.
A biológia szó elterjedése előtt számos kifejezést használtak a növényi és állati élet tanulmányozására. A természetrajz a biológia leíró aspektusait tárgyalta, bár ide tartozott az ásványtan és más nembiológiai területek is. A középkortól a reneszánsz koráig a természetrajzot egyesítő keretrendszer a scala naturae volt (nagy létezési lánc).
A természetfilozófia és a természeti teológia foglalkozott a növényi és állati élet fogalmi és metafizikai alapjaival és olyan problémákkal, mint pl: miért léteznek a szervezetek és miért viselkednek úgy ahogyan, bár ezekhez a tudományokhoz tartozott a mai geológia, fizika, kémia és csillagászat tárgyköre is. Az élettan és a (gyógy)növénytan az orvostudomány területéhez tartoztak. A botanika (növénytan), a zoológia (állattan) és a geológia már a 19. század folyamán felváltották a természetrajz és a természetfilozófia elnevezéseket, még azelőtt hogy a biológia szó széleskörűen elterjedt volna.

## Ókori és középkori ismeretek

### A korai kultúrák biológiai ismeretei
Már a legrégebbi emberek is rendelkeztek tudással a növényekről és az állatokról és azt tovább is adták utódaiknak, ezzel is növelve túlélési esélyeiket. Lehettek ismereteik az emberi és állati anatómiáról és állati viselkedési mintákról mint például a vándorlási szokásokról. A biológiai tudás fejlődésében az első nagyobb fordulat azonban a neolitikus forradalom idején jelentkezett kb. 10 000 évvel ezelőtt. Az emberek először a növényeket háziasították termesztés céljából, majd a haszonállatokat, melyek a letelepült életmód kialakulását segítették elő.
Az olyan nagy ókori kultúrákban, mint a mezopotámiai, egyiptomi, indiai és kínai (többek között) kifinomult filozófiai, vallási és technikai tudás halmozódott fel – amelybe az élővilágról szerzett tudás is beletartozott –, valamint olyan teremtésmítoszok jöttek létre, amelyek az élet valamilyen aspektusán alapultak. A modern biológia gyökereit azonban a világi ógörög filozófiáig szokás visszavezetni.

#### Ókori Mezopotámia
A mezopotámiaiak nem mutattak nagy érdeklődést a világ természetes mivolta felé, őket sokkal inkább az istenek világmindenség irányításában betöltött szerepe foglalkoztatta. Az állati élettanban megszerzett ismereteket is a jóslás területén használták fel, elsősorban a máj felépítését tanulmányozták, melyet a haruspexek egy fontos szervnek tartottak. Az állatok viselkedését is hasonló célokból figyelték meg alaposabban. Az állatok idomításáról és háziasításáról szóló ismeretek nagy része szájhagyomány útján terjedt, de egy lovak kiképzéséről lejegyzett szöveg fennmaradt.
Az ókori mezopotámiaiak nem tettek különbséget a ,,racionális tudomány" és a mágia között. Mikor valaki megbetegedett, az orvosok egyszerre gyógykezeléseket és mágikus ráolvasásokat is írtak fel a beteg számára. A legkorábbi orvosi recept, amit megtaláltak, sumer nyelven íródott a III. uri dinasztia idejében (kb. a Kr.e. 2112 – Kr.e. 2004. időszakban). Azonban a leghosszabb babiloni orvosi szövegnek, a Diagnosztikai kézikönyvnek, Eszagil-kin-apli a szerzője, aki Borszippa vezető tudósa (ummânū) volt Adad-apla-iddina babiloni király uralkodása alatt (Kr.e. 1069 – Kr.e. 1046.) A kelet sémi kultúrákban a fő orvosi tekintélynek egy ördögűző-gyógyító, ún. āšipu számított. A mesterség apáról fiúra szállt, és nagy tisztelet övezte. Kevésbé gyakran fordultak az asu-hoz, egy gyógyítóhoz, aki a testi tüneteket különböző orvosságokkal kezelte, melyek gyógynövényekből, állati eredetű termékekből és ásványokból álltak, emellett főzeteket, beöntést, balzsamokat és borogatást is alkalmazott. Ezek az orvosok, akik férfiak és nők egyaránt lehettek, sebek bekötözésével, végtagok helyreállításával, valamint egyszerű műtétek végrehajtásával is foglalkoztak. Prevenciós feladatokat is végeztek, megvizsgálták az adott betegséget, hogy képesek legyenek megelőzni annak továbbterjedését.

#### Ókori kínai hagyományok
Az ókori Kínában szórványosan számos különböző tudományterületen bukkannak fel biológiai témák, beleértve a növénygyűjtőket, gyógyfűkereskedőket, orvosokat, alkímikusokat és filozófusokat. Tekintve a kínai alkímia taoista hagyományának fő célkitűzését, az élet elixírjének felfedezését, ez az irányzat is az egészségre helyezte a hangsúlyt, így ez szintén az élettudományokhoz sorolható. A klasszikus kínai orvostudomány rendszere általában a jin és a jang elmélete, illetve az öt elem körül keringett. Továbbá taoista filozófusok, mint a Kr.e. 4. században élt Csuang-ce, gondolatokat fogalmaztak meg az evolúcióval kapcsolatban, például tagadták a biológiai fajok állandóságát, azon elmélkedve, hogy a különböző környezeti körülményekre válaszolva a fajok különböző jellegeket fejlesztettek ki.

#### Ókori indiai hagyományok
Az egyik legkorábbi szervezett orvostudományi rendszer Indiából ismert Ájurvéda formájában, ami a Kr.e. 1500 környékén keletkezett Atharvavédára épül, mely az indiai tudás, bölcsesség és kultúra négy legősibb könyveinek egyike.
Az ókori indiai Ájurvéda-hagyomány alkotta meg a ,,három nedv" fogalmát, az ókori görög orvostudomány négy nedvéhez hasonlatosan, ám attól függetlenül, viszont az ájurvédikus rendszer további bonyolultnak tetsző megállapításokat is tartalmazott, mint például, hogy a test öt elemből és hét alapszövetből épül fel. Írói emellett az élőlényeket is négy kategóriába osztották az utódok születésmódja alapján, hogy miből és minek a hatására jönnek a világra (méhből, tojásból, meleg és párás környezetben, illetve magokból), valamint a magzat fogalmáról is részletes magyarázattal szolgáltak. Figyelemreméltó fejlődést mutattak a sebészet terén, gyakran emberek vagy állatok boncolása nélkül. Az egyik legrégibb ájurvédai értekezés a Sushruta Samhita, mely Sushruta személyéhez köthető Kr.e. a 6. században. Ez egyben egy korai, gyógyító anyagokat összegyűjtő mű is volt, melyben 700 gyógyhatású növényt, 64 ásványi eredetű és 57 állati eredetű készítményt jegyzett le.

#### Ókori egyiptomi hagyományok
Egy tucat orvosi papirusz maradt fenn, melyek közül a Edwin Smith-papirusz (a létező legkorábbi sebészeti kézikönyv) és az Ebers-papirusz (egy gyógyító anyagok előkészítéséről és felhasználásáról szóló kézikönyv különböző megbetegedésekre) a legismertebb, mindkettő a Kr.e. 16. századból származik.

Az ókori egyiptomiak kifejlesztett balzsamozó szokásaikról is ismertek, melyet a mumifikáció elősegítésére használtak az emberi maradványok megőrzése és a bomlás megakadályozása érdekében.

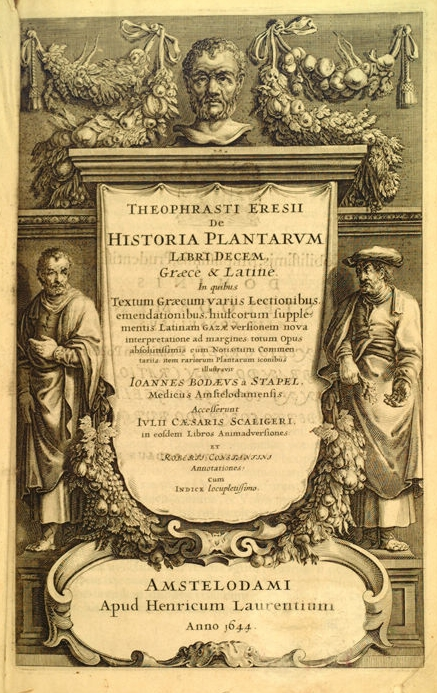
Az 1644-ben kiadott bővített és illusztrált Historia Plantarum borítója, amit eredetileg Kr.e. 300 körül írt Theophrasztosz

### Ókori görög biológiai hagyomány
A preszókratikus filozófusok számos kérdést tettek fel az élettel kapcsolatban, de kevés biológia szempontjából érdekes szisztematikus tudást hoztak létre – bár az atomisták kísérlete arra, hogy az életet tisztán fizikai fogalmakkal írják le a biológia történetében időszakosan vissza-visszatér. A Hippokratész és követői által felállított orvosi elméleteknek – különösen a humorizmusnak (humorálpatológia-testnedvek elve) – azonban tartós hatása volt.
A klasszikus ókor legbefolyásosabb élet-tudósa a filozófus Arisztotelész volt.
Bár korai természetfilozófiai munkái inkább spekulatívak voltak, Arisztotelész későbbi írásai már inkább empirikusak és a biológia ok-okozati összefüggéseire és az élet változatosságára fókuszáltak. Számtalan megfigyelést tett a természetben – különösen a körülötte lévő világ állatainak és növényeinek szokásait és tulajdonságait vizsgálta – melynek kategorizálására jelentős figyelmet fordított. Arisztotelész összesen 540 állatfajt osztályozott és legalább 50-et felboncolt. Úgy hitte, hogy minden természeti folyamatot intellektuális cél vezérel (az ideák elve).
Arisztotelész és a 18. századig majdnem minden tudós úgy hitte, hogy
a teremtmények egy tökéletességi piramisskálára helyezhetőek amely a növényektől az emberek felé halad – ez volt a scala naturae (természeti skála) vagy a Lények nagy létrája. Theophrasztosz, aki Arisztotelész utóda volt a líceumban írt egy botanikai könyvsorozatot – Historia Plantarum  címmel (A növények története) – amely a legfontosabb botanikai mű volt ami az ókorból fennmaradt (egészen a középkorig).
Theophrasztosz elnevezései közül sokat a legújabb korig megtartottak, például a carpos a (gyümölcs/termés) és a pericarpium (terméshéj). idősebb Plinius szintén híres volt a növények és a természet ismeretéről és ő volt az egyik legtermékenyebb író, aki zoológiai leírásokat készített.
A hellenisztikus korban a Ptolemaioszok uralkodása alatt néhány tudós – különösen Herophilosz és Erazisztratosz – kiegészítette Arisztotelész élettani művét; többek között kísérleti boncolásokat és élveboncolásokat is végrehajtottak. Galénosz korának legtekintélyesebb orvosa és anatómusa volt. Bár néhány ókori atomista, mint Lucretius megkérdőjelezte az arisztotelészi teleologikus felfogást, mely szerint az élet minden formája valamilyen határozott cél vagy tervezés eredménye, a teleológia (és a kereszténység elterjedése után a természetes teleológia) mégis központi szerepet töltött be a biológiai gondolkodásban egészen a 18-19. századig.
Ernst Mayr szavaival, „Lucretius és Galénosz korától a reneszánszig a biológiában semmi olyan nem történt, aminek valódi tudományos következménye lett volna.” A görög hagyomány természetrajzi és orvosi felfogásai tovább éltek de általában mindenhol feltétel nélkül elfogadták őket.

### A biológiai tudás a középkorban

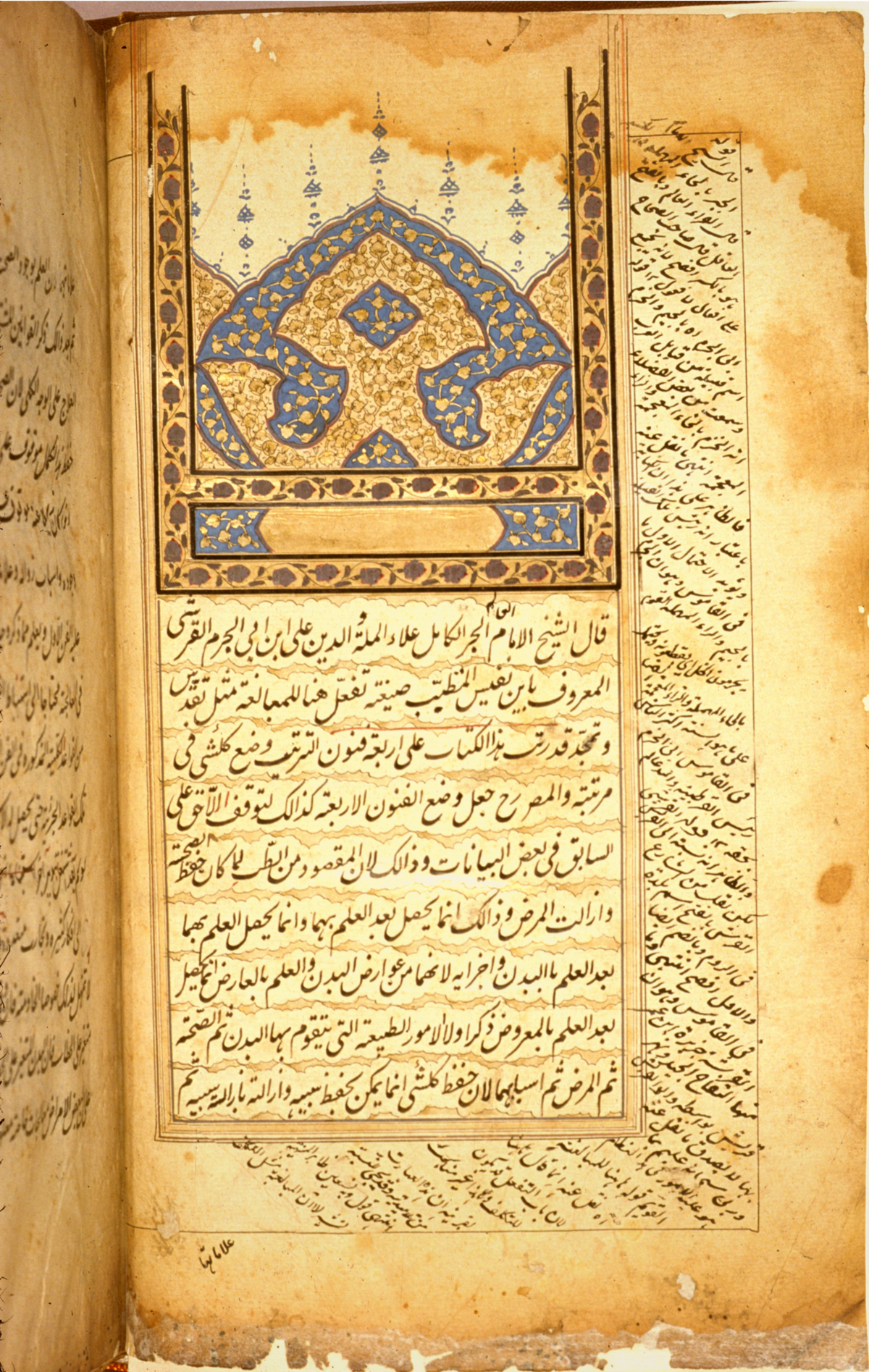
Ibn al-Nafis-nak, a kísérleti boncolás egy korai hívének orvosbiológiai munkája, aki felfedezte a tüdő- és koronáriakeringést.

A római birodalom bukásának időszakában hatalmas mennyiségű tudás odaveszett, bár az orvosok továbbra is felhasználták a görög hagyomány jelentős részét mind a gyógyításban, mind az oktatásban. A bizánci birodalomban és a muzulmán világban sok görög művet fordítottak le arab nyelvre, ezért Arisztotelésztől számos írás fennmaradhatott.
A középkor derekán (1000 – 1300) néhány európai tudós, mint például Hildegard von Bingen (Hildegardis Bingensis), Albertus Magnus és II. Frigyes német-római császár kibővítették a természetrajz kánonát. Bár az európai egyetemek kialakulása fontos volt a fizika és a filozófia fejlődése szempontjából, a biológiai tanulmányok fejlődésére alig volt hatással.

## Reneszánsz és kora újkori fejlődés
Az európai reneszánsz idején újra felélénkült az érdeklődés az empirikus természetrajz és az élettan iránt. Andreas Vesalius fellépése óta számítjuk a modern nyugati orvoslás kialakulását, mivel 1543-ban megjelent korszakalkotó De humani corporis fabrica (Az emberi test működéséről) című műve, amit emberi holttestek boncolása során szerzett tapasztalatai alapján írt. Vesalius volt az első azon anatómusok sorában, akiknek hatására az élettanban és az orvostudományban a skolasztikát fokozatosan az empirizmus váltotta fel, amely inkább a közvetlen és saját tapasztalatokra hagyatkozott, mintsem az absztrakt érvelésre. A gyógynövénytan fontossága miatt az orvostudomány indirekt módon megújult empirikus forrásként szolgált a növénytan fejlődéséhez. Otto Brunfels, Hieronymus Bock és Leonhart Fuchs tekintélyes műveket írtak a vadon élő növényekről, amelyek a teljes fauna természetalapú feltárásának kezdeti lépésének tekinthetőek. A bestiáriumok – melyekben az állatokról összegyűlt természetes és képletes tudást gyűjtötték össze – egyre kifinomultabbá váltak, különösen William Turner, Pierre Belon, Guillaume Rondelet, Conrad Gessner és Ulisse Aldrovandi munkájának köszönhetően.

Művészek, mint Albrecht Dürer vagy Leonardo da Vinci, gyakran naturalistákkal együtt dolgozva, szintén érdeklődtek az állati és emberi test iránt, részletekbe menően tanulmányozták a fiziológiát, és hozzájárultak az anatómiai tudás bővítéséhez. Az alkímia és természetes varázslás hagyományai is, különösen Paracelcus művében, megkövetelték az élő világról szerzett tudást. Az alkimisták szerves anyagokat használtak fel kémiai vizsgálatokhoz, és szabadon kísérleteztek biológiai és ásványi gyógyszerekkel. A felemelkedő mechanikus filozófia hatására a természet mint élőlény felfogást felváltotta a természet mint gépezet metaforája, mely egészen a 17. századig az általános világszemlélet részét képezte.

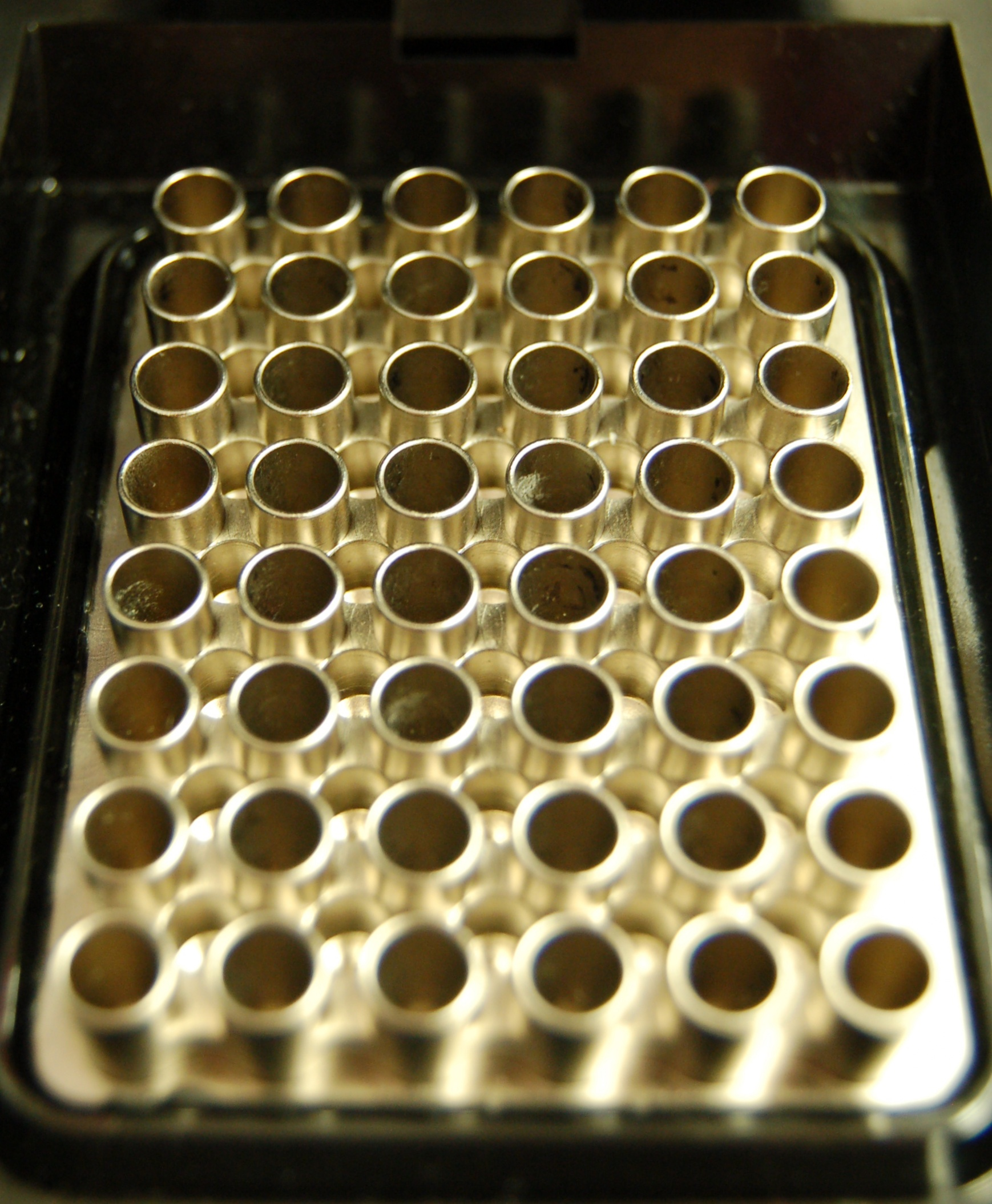
Inside of a 48-well thermal cycler, a device used to perform polymerase chain reaction on many samples at once.

Az 1980-as évekre a protein szekvenálás (az aminosav-sorrend meghatározása) máris átalakította a fajok tudományos osztályozását (különösen a kladisztika területén), és a biológusok hamarosan már az RNS és DNS szekvenciákat mint faji jellemzőket használták. Ennek hatására a molekuláris evolúció (evolúciós) biológián belül betöltött szerepének fontossága megnőtt, mivel a molekuláris rendszertan eredményei összevethetőek lettek a hagyományos morfológián alapuló evolúciós fákkal. Lynn Margulis úttörő endoszimbiotikus elmélete nyomán – mely szerint az eukarióta sejt néhány sejtszervecskéje eredetileg önálló prokarióta organizmus volt és szimbiotikus folyamatban egyesültek – az élet fájának alapvető felosztását is felülvizsgálták.
Az 1990-es években Carl Woese úttörő molekuláris rendszertani munkájának köszönhetően (amely a 16S rRNS szekvenálására támaszkodik) a korábban használt öt birodalom (domén) rendszerű felosztás – véglények (Protista), prokarióták  (Archaebacteria, Eubacteria), gombák, növényekek és állatokok – háromdoménesre szűkült (archeák, baktériumokok és eukarióták).
A polimeráz-láncreakció (PCR) kiefjlesztése és elterjedése az 1980-as évek közepén (Kary Mullis-nak és társai munkája – Cetus Corp.) szintén vízválasztó volt a modern biotechnológia történetében, mivel nagyban megkönnyítette és felgyorsította a genetikai analízis folyamatát.
A PCR-t az expresszált szekvenciacímkék (expressed sequence tags – EST) technológiájával együtt használva sokkal több gén felfedezéséhez vezetett, mint ami a hagyományos biokémiai vagy genetikai módszerekkel lehetséges lett volna és lehetővé tette teljes genomok szekvenálását is.

## Fordítás
- Ez a szócikk részben vagy egészben  a   History_of_biology című angol Wikipédia-szócikk fordításán alapul.  Az eredeti cikk szerkesztőit annak laptörténete sorolja fel. Ez a jelzés csupán a megfogalmazás eredetét és a szerzői jogokat jelzi, nem szolgál a cikkben szereplő információk forrásmegjelöléseként.